# Series por M+
Series por M+ fue un canal de televisión por suscripción español, propiedad de Telefónica. Su programación estaba basada en las principales series más originales y alternativas, nuevas joyas de la ficción europea y series de culto, estrenadas a la vez que en su país de origen.

## Historia
Canal+ Series Xtra comenzó sus emisiones el 8 de julio de 2015 tras la fusión de Canal+ y Movistar TV. Su programación se basa en series más originales y alternativas, ficción y series de culto respecto a su hermano Canal+ Series. Estrena simultáneamente las series que en el mismo país de origen.
A partir del 1 de agosto de 2016, cumpliendo un año de la plataforma, pasó a denominarse Movistar Series Xtra, eliminando la marca "Canal+", para así no pagar los derechos a Vivendi. Esto también contrajo una nueva identidad visual de la plataforma y del mismo canal.
El 30 de agosto de 2018 el canal se rebautizó como Movistar Seriesmanía, empezando una serie de cambios en la plataforma de televisión en la que se incluía el cambio de nombre de algunos canales.
El 29 de julio de 2021, el canal fue renombrado como Movistar Series tras una reestructuración de los canales propios de cine y series de Movistar+, manteniendo la misma programación que emitía como Movistar Seriesmanía.
El 19 de enero de 2022, Movistar+ cambió de nombre a Movistar Plus+, cambio que contrajo una nueva denominación en sus canales propios y una nueva identidad visual. El canal pasó a denominarse Series por Movistar Plus+.
El 28 de enero de 2025, Series por M+ finalizó sus emisiones y fue sustituido por Hits por M+. Sin embargo, el contenido del canal sigue disponible bajo demanda.

## Disponibilidad
Series por Movistar Plus+ se encontraba disponible dentro de la plataforma de pago por satélite e IPTV Movistar Plus+, dentro del paquete de Series o Premium, así como en su servicio de video bajo demanda Movistar Plus+ en dispositivos como canal en directo (emisión lineal).
Fuera de España, en Andorra se encontraba disponible en el dial 21 de la plataforma SomTV de Andorra Telecom.

## Series

### 2013
- Orange Is the New Black
- Juego de tronos
- Los crímenes de Fjällbacka
- Ray Donovan
- House of Cards
- Web Therapy
- Boardwalk Empire
- ¿Qué fue de Jorge Sanz?
- Little Britain
- Come fly with me
- Saturday Night Live
- Girls
- Weeds
- Fringe
- True Blood
- The Newsroom
- The Blacklist
- Nashville
- Shameless
- En terapia (Argentina)
- Mad Men
- House of Lies
- España en serie
- Archer
- Ja'mie: Private School Girl
- Masters of Sex
- Getting On
- Hijos del Tercer Reich (Unsere Mütter, unsere Väter)
- Hello Ladies
- Political Animals
- Boss

### 2014
- The Michael J. Fox Show
- Looking
- True Detective
- Portlandia
- Breaking Bad
- Believe
- Silicon Valley
- Veep
- Banshee
- Louie
- Episodes
- The Mob Doctor
- The Leftovers
- The Knick
- Gotham
- Fargo
- The Honourable Woman
- Olive Kitteridge
- Borgen
- Rake

### 2015
- 1864
- Jane the Virgin
- Backstrom
- 1992 (Mille novecento novantadue)
- Mozart in the Jungle
- Una vacante imprevista
- The Brink
- Battle Creek
- Ballers
- Show Me a Hero
- Alpha House
- Transparent
- The Affair
- Red Band Society
- Madam Secretary
- Better Call Saul
- Penny Dreadful

### 2016
- Arma Letal

### 2017
- Velvet Colección
- Twin Peaks

### 2018
- Will & Grace
- Riverdale
- Mira lo que has hecho
- Skam España

### 2019
- El Embarcadero
- Merlí: Sapere Aude

### 2020
- Miss Farah (الآنسة فرح)

## Imagen corporativa

Logo de Movistar Series Xtra entre 2016 y 2018
Logo de Movistar Seriesmanía entre 2018 y 2021
Logo de Movistar Series entre 2021 y 2022
Logo de Series por M+ entre 2022 y 2023
Logo de Series por M+ entre 2023 y 2025